# Dectes nigripilus
Dectes nigripilus là một loài bọ cánh cứng trong họ Cerambycidae.